# Faloppio
Faloppio är en ort och kommun i provinsen Como i regionen Lombardiet i Italien. Kommunen hade 4 763 invånare (2018).